# Terrace
Terrace är en ort i Kanada.   Den ligger i provinsen British Columbia, i den sydvästra delen av landet, 3 800 km väster om huvudstaden Ottawa. Terrace ligger 70 meter över havet och antalet invånare är 19 443.
Terrängen runt Terrace är varierad.Det finns inga andra samhällen i närheten.
I omgivningarna runt Terrace växer i huvudsak barrskog. Trakten runt Terrace är nära nog obefolkad, med mindre än två invånare per kvadratkilometer.